# Jeldu
Jeldu (en oromo : Jaldu) est un woreda du centre-ouest de l'Éthiopie situé dans la zone Ouest Shewa de la région Oromia. Il compte 202 716 habitants en 2007 et son chef-lieu est Gojo.
Gojo, se situe vers 2 900 m d'altitude une cinquantaine de kilomètres à vol d'oiseau au nord-est d'Ambo.
Les autres agglomérations sont Shekute, ou Shuket, qui se trouve une vingtaine de kilomètres au nord de Gojo sur la route en direction de Ginde Beret et Chabi qui se trouve au nord-ouest de Gojo sur une autre route.
Le woreda est entouré dans la zone Ouest Shewa par Ginde Beret, Abuna Ginde Beret, Meta Robi, Ejere, Dendi, Ifata et Ambo Zuria.
Le recensement national de 2007 fait état pour ce woreda d'une population de 202 716 habitants dont 7 % de citadins.
Gojo est la principale agglomération recensée avec 9 542 habitants tandis que Shekute et Chabi ont respectivement 3 180 et 1 662 habitants à la même date.
Près de 50 % des habitants du woreda sont orthodoxes, 37 % sont protestants et 13 % sont de religions traditionnelles africaines.
En 2022, sa population est estimée à 293 152 personnes avec une densité de population de 223 personnes par km2 et 1 312 km2 de superficie.